# Auf, auf, ihr Hirten, euch nicht verweilet
Auf, auf, ihr Hirten, euch nicht verweilet ist ein schlesisches Weihnachtslied.
August Heinrich Hoffmann von Fallersleben und Ernst Richter veröffentlichten das Lied 1842 unter dem Titel Weihnachtsjubel mit der Quellenangabe „Aus der Grafschaft Glatz“ in ihrer Sammlung Schlesische Volkslieder. Auch Georg Amft nahm das Lied in seine Sammlung Volkslieder aus der Grafschaft Glatz auf. Im Hermesdorfer Weihnachtsspiel ist eine zwölfstrophige Fassung mit einer anderen Melodie enthalten.

## Melodie und Text
Auf, auf ihr Hirten!

Euch nicht verweilet!

Laufet mit Freud!

Da werd’t ihr sehen,

tut alle gehen

Groß und Klein insgemein

nach Bethlehem, nach Bethlehem!

Da werd’t ihr finden,

tut doch anzünden

die Lichtelein!

Die Sternlein glanzen,

die Englein tanzen,

ja, ja, ja hopsasa

beim Kind im Stall:

Laufet geschwinde

gleich wie die Winde

nach Behlehem!

Gloria singet;

hüpfet und springet!

Gloria! Gloria

zum Kind im Stall!

Ihr Menschen, laufet,

Leinwand einkaufet,

bringt sie daher!

Und Gänse rupfet

und Federn zupfet,

bringt sie bereit, damit Freud

das Kindlein hat.

Ich will mir bauen

auf grünen Auen

ein Hüttelein,

ein Feuer machen

das Kind wird lachen,

Schlaf’ auch ein, Jesulein,

zart’s Kindelein!

## Aufnahmen/Tonträger
- Transeamus. Schlesische Weihnachtslieder. Augsburger Domsingknaben, Reinhard Kammler. Freiburger Musik Forum 1984.